# 薄唇蕨
薄唇蕨（学名：Leptochilus axillaris）为水龙骨科薄唇蕨属下的一个种。